# Passien-Büchlein

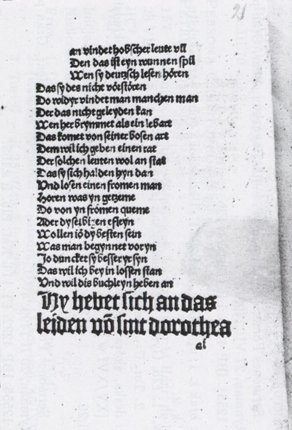
Strona z Passien-Büchlein

Passien-Büchlein von den vier heubt iunckfrawen – inkunabuł zawierający żywoty czterech męczenniczek żyjących na przełomie III i IV wieku (Dorota, Barbara, Katarzyna, Małgorzata). Starodruk ma rozmiar A8 i znajduje się w Bibliotece Głównej Uniwersytetu Mikołaja Kopernika w Toruniu. Druk powstał w oficynie złotnika malborskiego Jakuba Karweysego w Malaborku około 1492 roku, w formacie octavo.